# 旧莫乡
旧莫乡，是中华人民共和国云南省文山壮族苗族自治州广南县下辖的一个乡镇级行政单位。

## 行政区划
旧莫乡下辖以下地区：
旧莫村、威龙村、猫街村、里卡村、底基村、龙瓜村、里洋村、昔扳村、板茂村、西洛村和板榔村。